# 口岸

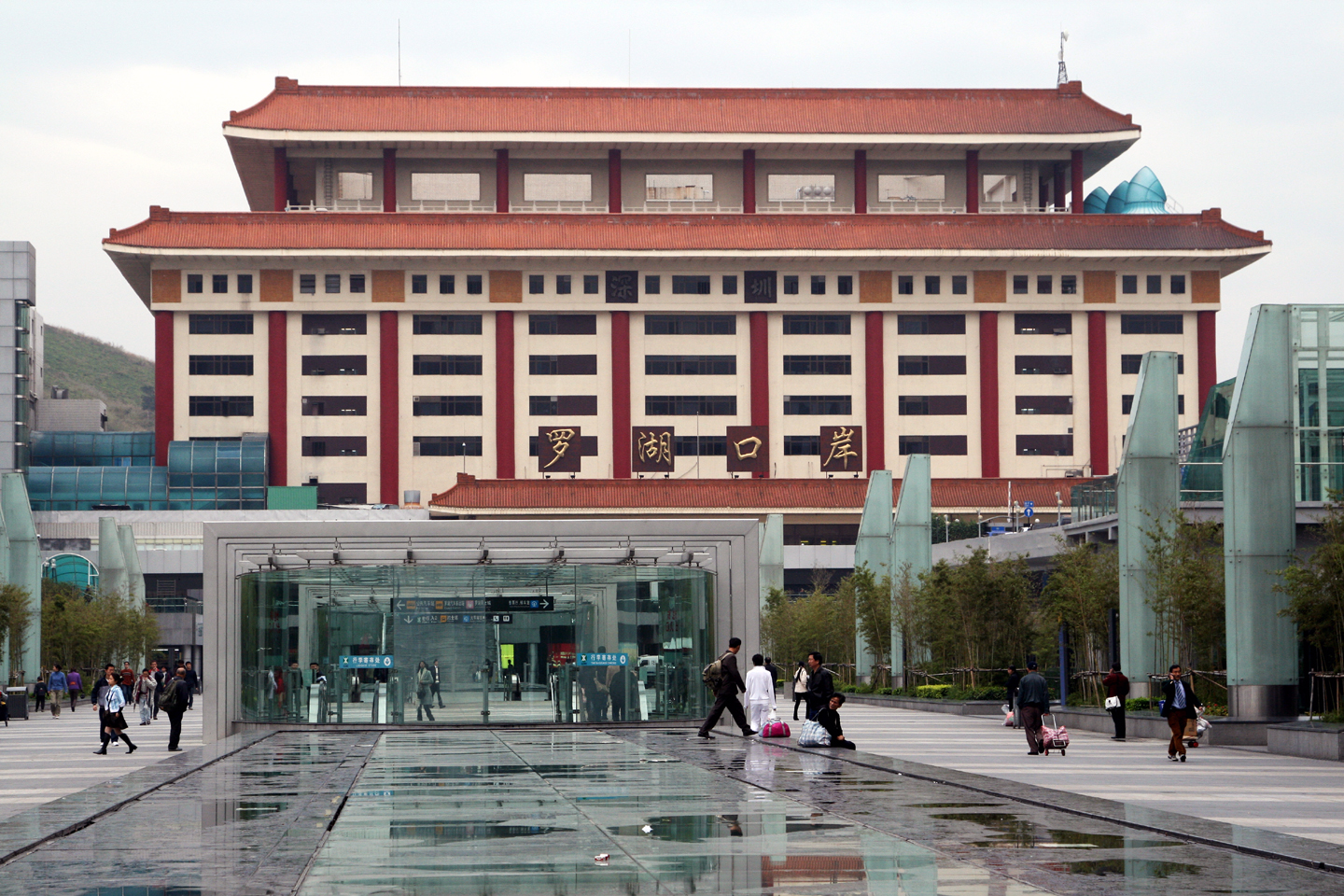
羅湖口岸の深圳側

口岸（こうがん、コウアン(普通話)、ハウゴン(広東語)、拼音: kŏuàn、イェール粤拼: hau2 ngon6）とは、港を意味する中国語である。転じて、現代では出入国審査場、国境検問所などの意味で用いられるのがほとんど。特に、中国本土と香港・マカオなどを結ぶ出入境審査場を指すことが多い。

## 概要
国境施設として一類口岸と二類口岸があり、一類口岸は中央政府が認可、中央政府もしくは地方政府が管理する国境施設。二類口岸は地方政府の認可・開設、地方政府が管理する国境施設である。
中国国内には福田口岸、羅湖口岸、皇崗口岸などがある。